# Marblepsis ephala
Marblepsis ephala är en fjärilsart som beskrevs av Collenette 1956. Marblepsis ephala ingår i släktet Marblepsis och familjen tofsspinnare. Inga underarter finns listade i Catalogue of Life.